# Vitry-sur-Orne
Pour les articles homonymes, voir Vitry.
Vitry-sur-Orne est une commune française située dans le département de la Moselle, en région Grand Est.
Ses habitants sont les Vitriens.

## Géographie

### Localisation
Vitry-sur-Orne est une ville située dans le nord-est de la France, dans le département de la Moselle (57). La commune est située sur la rive gauche de l’Orne, sur le flanc des côtes de Moselle. Elle a pour annexe Beuvange.
| Ranguevaux | Fameck         |                  |
|            | Vitry-sur-Orne | Gandrange        |
| Rosselange | Clouange       | Amnéville Rombas |

### Hydrographie

#### Réseau hydrographique
La commune est située dans le bassin versant du Rhin au sein du bassin Rhin-Meuse. Elle est drainée par l'Orne.
L'Orne, d'une longueur totale de 85,7 km, prend sa source dans la commune de Ornes et se jette dans la Moselle à Richemont, après avoir traversé 37 communes.

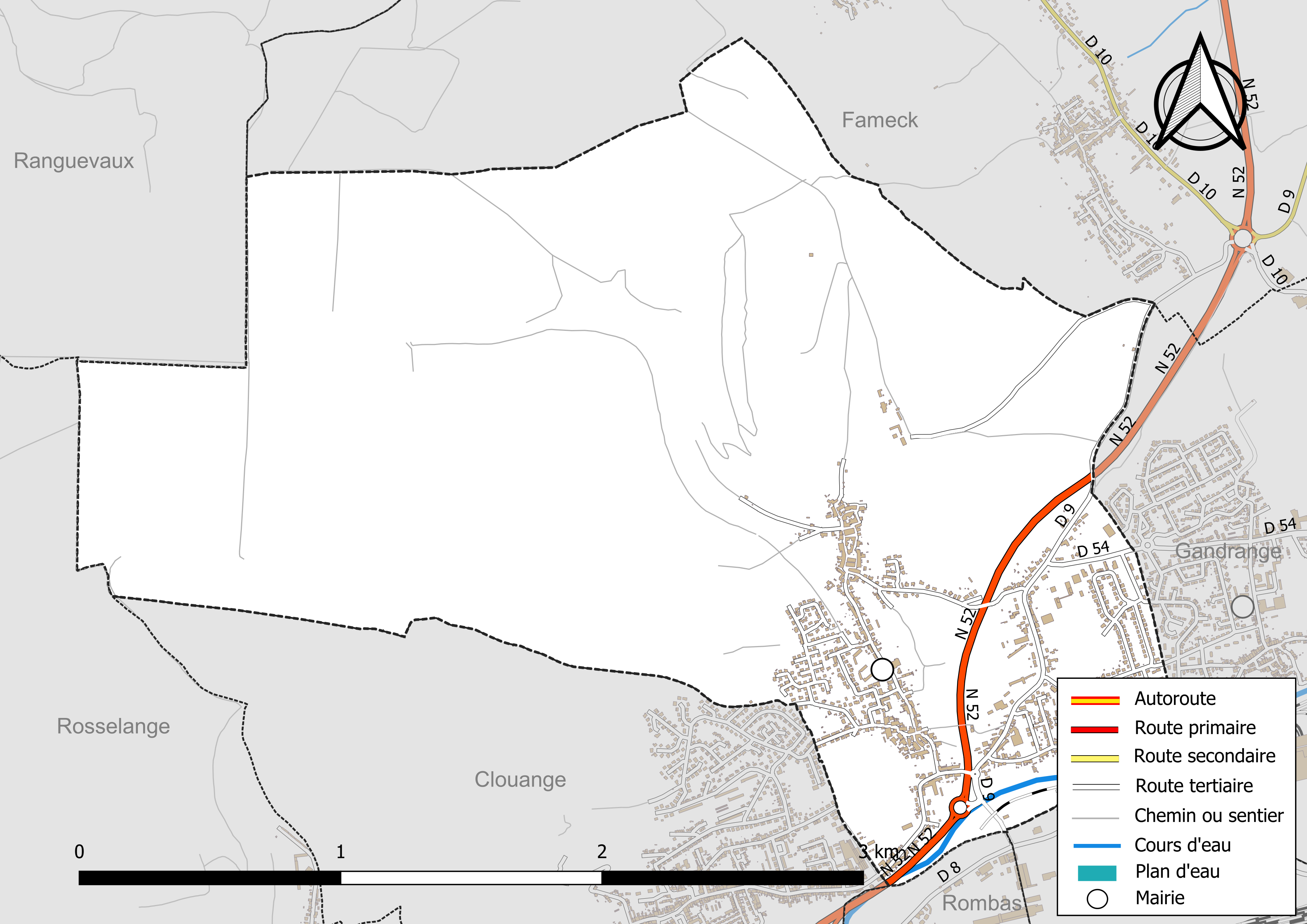
Réseaux hydrographique et routier de Vitry-sur-Orne.

#### Gestion et qualité des eaux
Le territoire communal est couvert par le schéma d'aménagement et de gestion des eaux (SAGE) « Bassin ferrifère ». Ce document de planification, dont le territoire correspond aux anciennes galeries des mines de fer, des aquifères et des bassins versants associés, d'une superficie de 2 418 km2, a été approuvé le 27 mars 2015. La structure porteuse de l'élaboration et de la mise en œuvre est la région Grand Est. Il définit sur son territoire les objectifs généraux d’utilisation, de mise en valeur et de protection quantitative et qualitative des ressources en eau superficielle et souterraine, en respect des objectifs de qualité définis dans le SDAGE du Bassin Rhin-Meuse.
La qualité de l'Orne peut être consultée sur un site dédié géré par les agences de l’eau et l’Agence française pour la biodiversité.

### Climat
Pour des articles plus généraux, voir Climat du Grand Est et Climat de la Moselle.
En 2010, le climat de la commune est de type climat des marges montargnardes, selon une étude du Centre national de la recherche scientifique s'appuyant sur une série de données couvrant la période 1971-2000. En 2020, Météo-France publie une typologie des climats de la France métropolitaine dans laquelle la commune est exposée à un climat semi-continental et est dans la région climatique  Lorraine, plateau de Langres, Morvan, caractérisée par un hiver rude (1,5 °C), des vents modérés et des brouillards fréquents en automne et hiver.
Pour la période 1971-2000, la température annuelle moyenne est de 9,6 °C, avec une amplitude thermique annuelle de 16,4 °C. Le cumul annuel moyen de précipitations est de 763 mm, avec 12,8 jours de précipitations en janvier et 9,5 jours en juillet. Pour la période 1991-2020, la température moyenne annuelle observée sur la station météorologique de Météo-France la plus proche, « Malancourt », sur la commune d'Amnéville à 2 km à vol d'oiseau, est de 10,2 °C et le cumul annuel moyen de précipitations est de 884,1 mm. 
La température maximale relevée sur cette station est de 39,3 °C, atteinte le 25 juillet 2019 ; la température minimale est de −17,9 °C, atteinte le 5 janvier 1985,,.
| Mois                                  | jan.             | fév.             | mars           | avril           | mai             | juin            | jui.           | août           | sep.           | oct.            | nov.             | déc.             | année      |
| ------------------------------------- | ---------------- | ---------------- | -------------- | --------------- | --------------- | --------------- | -------------- | -------------- | -------------- | --------------- | ---------------- | ---------------- | ---------- |
| Température minimale moyenne (°C)     | −0,4             | −0,3             | 2,2            | 4,9             | 8,5             | 11,5            | 13,6           | 13,4           | 10,2           | 7,1             | 3,2              | 0,6              | 6,2        |
| Température moyenne (°C)              | 1,8              | 2,7              | 6,3            | 10              | 13,7            | 16,9            | 18,9           | 18,7           | 14,8           | 10,4            | 5,7              | 2,6              | 10,2       |
| Température maximale moyenne (°C)     | 4,1              | 5,8              | 10,4           | 15              | 18,8            | 22,2            | 24,3           | 24             | 19,4           | 13,8            | 8,1              | 4,6              | 14,2       |
| Record de froid (°C) date du record   | −17,9 05.01.1985 | −15,6 07.02.1991 | −14,6 01.03.05 | −6,1 12.04.1986 | −1,4 06.05.1979 | −0,1 05.06.1991 | 2,9 22.07.1980 | 2,9 24.08.1980 | 1,3 07.09.1985 | −3,4 24.10.03   | −10,8 23.11.1998 | −15,5 03.12.1973 | −17,9 1985 |
| Record de chaleur (°C) date du record | 15,2 05.01.1999  | 20,9 27.02.19    | 25,6 31.03.21  | 27,9 21.04.18   | 32,4 28.05.17   | 35,4 26.06.19   | 39,3 25.07.19  | 38,2 08.08.03  | 33,1 15.09.20  | 26,2 10.10.1979 | 21,1 02.11.20    | 15,6 17.12.15    | 39,3 2019  |
| Précipitations (mm)                   | 85,9             | 70,2             | 67,5           | 52,6            | 67,9            | 68,4            | 70,7           | 69,5           | 69,6           | 79,7            | 81,7             | 100,4            | 884,1      |

| Diagramme climatique                                  |             |             |           |             |              |              |            |              |             |            |             |
| J                                                     | F           | M           | A         | M           | J            | J            | A          | S            | O           | N          | D           |
| 4,1−0,485,9                                           | 5,8−0,370,2 | 10,42,267,5 | 154,952,6 | 18,88,567,9 | 22,211,568,4 | 24,313,670,7 | 2413,469,5 | 19,410,269,6 | 13,87,179,7 | 8,13,281,7 | 4,60,6100,4 |
| Moyennes : • Temp. maxi et mini °C • Précipitation mm |             |             |           |             |              |              |            |              |             |            |             |

Les paramètres climatiques de la commune ont été estimés pour le milieu du siècle (2041-2070) selon différents scénarios d'émission de gaz à effet de serre à partir des nouvelles projections climatiques de référence DRIAS-2020. Ils sont consultables sur un site dédié publié par Météo-France en novembre 2022.

## Urbanisme

### Typologie
Au 1er janvier 2024, Vitry-sur-Orne est catégorisée centre urbain intermédiaire, selon la nouvelle grille communale de densité à sept niveaux définie par l'Insee en 2022.
Elle appartient à l'unité urbaine de Metz, une agglomération intra-départementale regroupant 42  communes, dont elle est une commune de la banlieue,,. Par ailleurs la commune fait partie de l'aire d'attraction de Luxembourg (partie française), dont elle est une commune de la couronne,. Cette aire, qui regroupe 115 communes, est catégorisée dans les aires de 700 000 habitants ou plus (hors Paris),.

### Occupation des sols
L'occupation des sols de la commune, telle qu'elle ressort de la base de données européenne d’occupation biophysique des sols Corine Land Cover (CLC), est marquée par l'importance des forêts et milieux semi-naturels (62,9 % en 2018), en augmentation par rapport à 1990 (61,2 %). La répartition détaillée en 2018 est la suivante :
forêts (61,1 %), cultures permanentes (13,7 %), zones urbanisées (12,6 %), zones agricoles hétérogènes (6,8 %), terres arables (3,3 %), milieux à végétation arbustive et/ou herbacée (1,8 %), zones industrielles ou commerciales et réseaux de communication (0,8 %). L'évolution de l’occupation des sols de la commune et de ses infrastructures peut être observée sur les différentes représentations cartographiques du territoire : la carte de Cassini (XVIIIe siècle), la carte d'état-major (1820-1866) et les cartes ou photos aériennes de l'IGN pour la période actuelle (1950 à aujourd'hui).

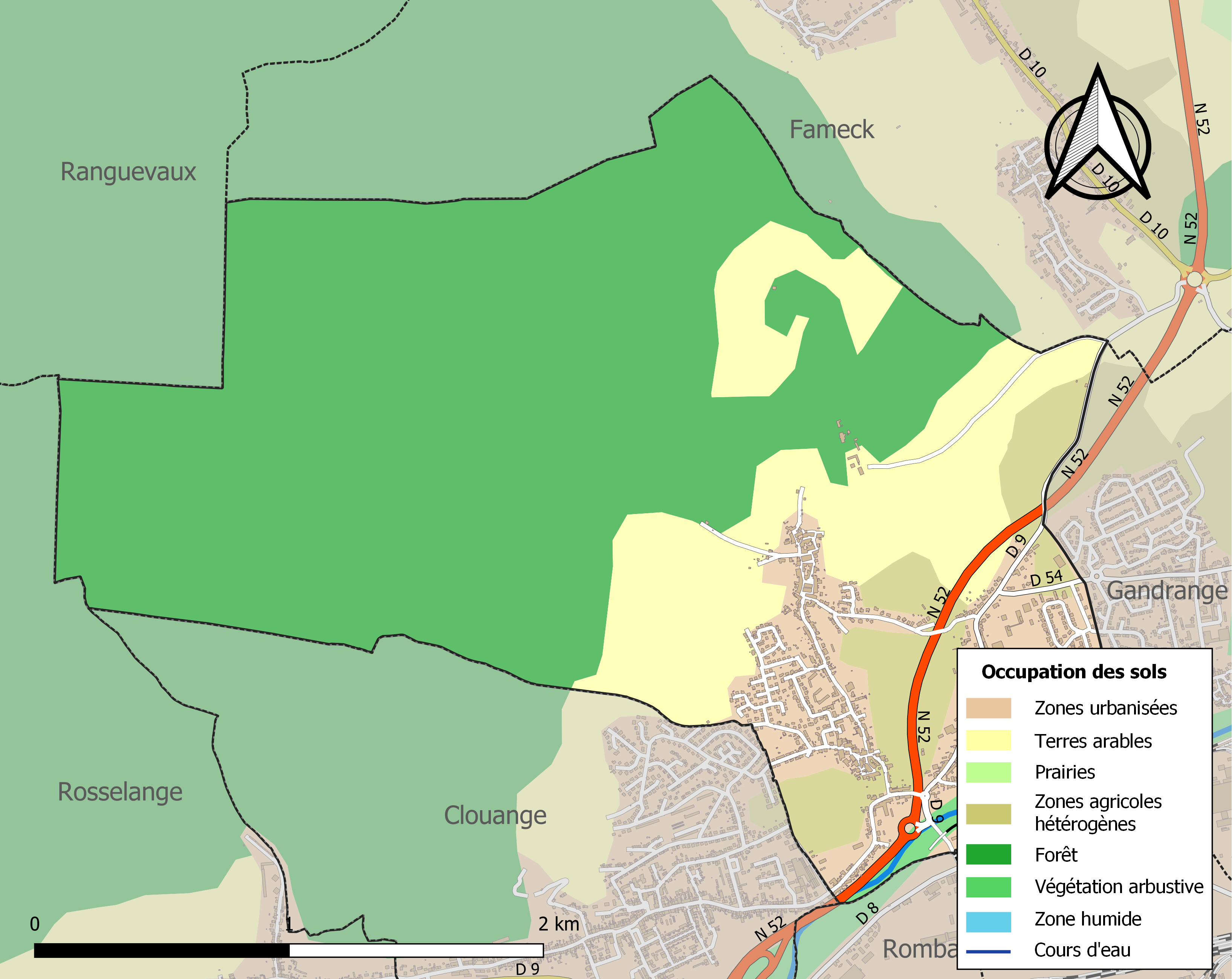
Carte des infrastructures et de l'occupation des sols de la commune en 2018 (CLC).

## Toponymie
- Vitry-sur-Orne[17] : est mentionné sous les formes Vitriaco (1033), Vetereium (XIIe siècle), Vitrei (1128), Viterei (1137), Veteriacum (1236), Vyterey (1320), Vitray (1320), Vitreyo/Vitreio/Vitri (1544), Vitri-sous-Justemont (1571), Victri (1612), Vitry son ancien nom Vallange (D. Cal. not. Lorr.), Victry (1574), Vitry-sur-Orne (1680), Wallingen (1871-1918). Walléngen en francique lorrain[18].

Il s'agit d'un type toponymique gallo-roman *VICTORIACU qui explique tous les toponymes du type Vitry (voir ce nom). Le nom germanique est sans rapport avec le nom roman.
- Beuvange-sous-Justemont[17] : est attestée sous les formes Bovenges (1128), Buivanges (1236), Bubbingen et Bevingen (1403), Befingen juxta Jusbergh (1515), Buefingen (1578), Bevange (1606), Buvange (XVIIe siècle), Beuvange (1793), Bevingen unter Justberg (1871-1918). Bewwéngen et Biwwéngen en francique lorrain.
- Vallange[19] : Wanolvingas (848), Vaslinga (1003/1005), Welange (1270), Valengen (1341).

Type toponymique germanique en -ingen, suffixe marquant la propriété, précédé d'un anthroponyme germanique. Les formes en -ange sont des romanisations plus tardives.

## Histoire
Des racloirs, perçoirs, pointes de flèches, erminettes ont été mis au jour sur les hauteurs du Justemont, ce qui montre l'ancienneté du peuplement en ce lieu.
Une occupation basée sur le schéma des villas agricoles antiques malgré leur destruction au IIIe siècle a perduré jusqu’au VIIIe siècle ; avec de part et d’autre d’un chemin antique, une activité pastorale et métallurgique. Vers le VIIIe – IXe siècle, au cours d’une phase de transition, se développe une petite société agro-pastorale de cinq ou six unités d’exploitation dotées chacune d’une habitation type de 6 × 11 m en matériau périssable et en face d’annexes pour l’exploitation. Ces maisons disposent en commun d'un puits d'alimentation collectif le long de chemin. Cette communauté est organisée sur la polyculture gérée collectivement (élevage dans le fond de vallée et cultures sur les parcelles laniérées des versants, perpendiculaires au réseau viaire. Elle s’étend sur une centaine d’hectares. Vallange est rattaché à la paroisse de Vitry qui possède également un cimetière. Au XIIe siècle, les habitations se transforment, elles se différencient les unes des autres et sont réalisées avec des pans de bois de qualité faisant appel au savoir de charpentiers. Les fouilles archéologiques préventives menées par l’Inrap préalables à la réalisation de la ZAC de la Plaine ont permis de connaître avec précision l'existence de cet ancien village de Vallange lequel disparaît au XVIIe siècle, les troubles de la guerre de Trente Ans provoquant l’abandon de ces habitats qui sont alors intégrés au village de Vitry, et les terrains rendus à la culture,,,.
Fondation de l’abbaye de Justemont au XIIe siècle.
Ancien village du comté de Bar, dépendant de Justemont. Abbaye de prémontrés fondée sur le Justemont en 1124 par l’évêque de Verdun (lieu de sépulture des seigneurs de Florange). Commune indépendante jusqu’en 1810, Beuvange-sous-Justemont est aujourd’hui rattachée à la commune de Vitry-sur-Orne. Partage en trois bans vers 1590 entre Clouange, Vitry et Vallange (qui n’est pas l’ancien nom de Vitry), mais celui d’un ancien hameau qui se trouvait entre Vitry et Gandrange, détruit en 1636 au cours de la guerre de Trente Ans.
En 1817, Vitry-sur-Orne, village de l’ancienne province du Barrois (bailliage de Briey), avait pour annexes le village de Beuvange, l’ancienne abbaye de Justemont réunie au territoire communal entre 1790 et 1794. À cette époque on dénombre 172 habitants répartis dans 38 maisons.
En 1817, Beuvange-sous-Justemont, village de l'ancienne province du Barrois, avait 331 habitants répartis dans 81 maisons.

## Politique et administration
| Période                                  | Période        | Identité           | Étiquette    | Qualité |
| ---------------------------------------- | -------------- | ------------------ | ------------ | --- |
| Les données manquantes sont à compléter. |                |                    |              | |
| 1790                                     | 1792           | Alexandre Michel   |              | |
| 1792 (20 Décembre)                       | 1794           |                    |              | Autonomie des Trois Communes |
| 1794                                     | 1810           | Nicolas Michel     |              | |
| 1811                                     | 1814           | Nicolas Pochon     |              | |
| 1814 (Mai)                               | 1815 (Avril)   | Nicolas Cune       |              | |
| 1815 (Mai)                               | 1830           | Louis Michel       |              | |
| 1830                                     | 1830           | Nicolas Scharff    |              | Renvoyé pour divergences politiques avec la Préfecture de Moselle                                                                                    |
| 1830                                     | 1846           | Etienne Florentin  |              | |
| 1846                                     | 1848           | Jean-Louis Piemont |              | |
| 1848                                     | 1860           | Nicolas Michel     |              | |
| 1860                                     | 1870           | Jean-Louis Michel  |              | |
| 1871                                     | 1875           | Félix Piemont      |              | |
| 1875                                     | 1876           | Sébastien Conel    |              | |
| 1876                                     | 1886           | Alexandre Thierry  |              | |
| 1886                                     | 1902           | François Larchez   |              | Remplacé fréquemment par Jean-Pierre Pastant (premier adjoint) entre 1899-1902                                                                       |
| 1902                                     | 1914           | Camille Pochon     |              | 1907 : Séparation de Clouange |
| 1914                                     | 1918           | Herr Hoffman       |              | |
| 1918                                     | 1918           | Charles Blanrue    |              | Commission municipale provisoire |
| 1919                                     | 1925           | Pierre Thuillier   |              | |
| 1925                                     | 1925           | Fr. Fauville       |              | Élection annulée |
| 1925                                     | 1935           | E Schivré          |              | Élu en 1925, réélu en 1929 après annulation, réélu en 1931                                                                                           |
| 1935                                     | 1940           | Gilbert Michel     |              | |
| 1940                                     | 1944           | Herr Bauer         |              | Herr Bauer (maire de Rombas) car Vitry est rattachée à Rombas sous l'annexion                                                                        |
| 1944 (Septembre)                         | 1945 (Octobre) | René Vogler        |              | Maire de la commission municipale provisoire |
| 1945                                     | 1952           | Charles Hartz      |              | |
| 1952                                     | 1962           | Nicolas Baur       |              | Réélu en mars 1959 |
| 1962                                     | mars 1977      | Pierre Bauler      |              | Réélu en 1965 et en 1971 |
| mars 1977                                | En cours       | Luc Corradi        | PCF puis DVG | Conseiller général du canton de Moyeuvre-Grande (1994-2015), puis Conseiller départemental du canton d'Hayange depuis 2015 (Réélu en 1983-1989-1995) |

## Population et société

### Démographie
L'évolution du nombre d'habitants est connue à travers les recensements de la population effectués dans la commune depuis 1581. Pour les communes de moins de 10 000 habitants, une enquête de recensement portant sur toute la population est réalisée tous les cinq ans, les populations de référence des années intermédiaires étant quant à elles estimées par interpolation ou extrapolation. Pour la commune, le premier recensement exhaustif entrant dans le cadre du nouveau dispositif a été réalisé en 2007.

En 2022, la commune comptait 2 929 habitants, en évolution de −2,85 % par rapport à 2016 (Moselle : +0,52 %, France hors Mayotte : +2,11 %).
| 1581 | 1680 | 1710 | 1752 | 1782 | 1793 | 1800 | 1806 | 1818 |
| ---- | ---- | ---- | ---- | ---- | ---- | ---- | ---- | ---- |
| 100  | 40   | 60   | 100  | 140  | 170  | 151  | 173  | 857  |

| 1821 | 1836 | 1841 | 1846 | 1861 | 1866 | 1870 | 1871 | 1875 |
| ---- | ---- | ---- | ---- | ---- | ---- | ---- | ---- | ---- |
| 832  | 986  | 975  | 980  | 932  | 935  | 935  | 916  | 893  |

| 1880 | 1885 | 1888 | 1890  | 1892  | 1895  | 1900  | 1901  | 1905  |
| ---- | ---- | ---- | ----- | ----- | ----- | ----- | ----- | ----- |
| 868  | 904  | 904  | 1 062 | 1 062 | 1 162 | 2 258 | 2 258 | 3 809 |

| 1910  | 1911  | 1921  | 1926  | 1931  | 1936  | 1946  | 1954  | 1962  |
| ----- | ----- | ----- | ----- | ----- | ----- | ----- | ----- | ----- |
| 1 721 | 1 721 | 1 630 | 1 630 | 1 671 | 1 589 | 1 548 | 2 019 | 2 973 |

| 1968  | 1975  | 1982  | 1990  | 1999  | 2006  | 2007  | 2012  | 2017  |
| ----- | ----- | ----- | ----- | ----- | ----- | ----- | ----- | ----- |
| 2 708 | 2 671 | 2 512 | 2 369 | 2 332 | 2 570 | 2 603 | 3 003 | 3 019 |

| 2022  | - | - | - | - | - | - | - | - |
| ----- | - | - | - | - | - | - | - | - |
| 2 929 | - | - | - | - | - | - | - | - |

## Économie

### Enseignement
La commune de Vitry-sur-Orne dépend de l'académie de Nancy-Metz (zone A). L'école Ambroise Thomas accueille les élèves de maternelle et de primaire. Il y a aussi un collège: le collège du Justemont.

### Santé
Vitry-sur-Orne dispose de quatre médecins généralistes et d'infirmières. L'hôpital le plus proche se trouve à Moyeuvre-Grande.

### Cultes
Vitry-sur-Orne dispose d'une église catholique, l'église Saint-Étienne. L'abbaye Notre-Dame-du-Justemont fut fondée au XIIe siècle et fut supprimée en 1790.

### Sport
La ville dispose d'un club amateur de Taekwondo.
Depuis 2013, le club de Football, qui était le FC Vitry 2000, a fusionné avec l'ES Rosselange. La fusion a donc crée l'ESRV (Entente Sportive Rosselange Vitry) qui évolue successivement au stade municipal de Vitry ou Rosselange selon les circonstances.
Le stade municipal actuel date de 2005. Construit sur l'ancien stade des "Portugais de Vitry", il remplace le stade auparavant situé derrière l'école primaire et dont les vestiaires étaient considérés comme vétustes.
Le complexe sportif a été renforcé par l'ajout d'un city-stade en 2013 et par la rénovation du Gymnase en 2019.

## Culture locale et patrimoine

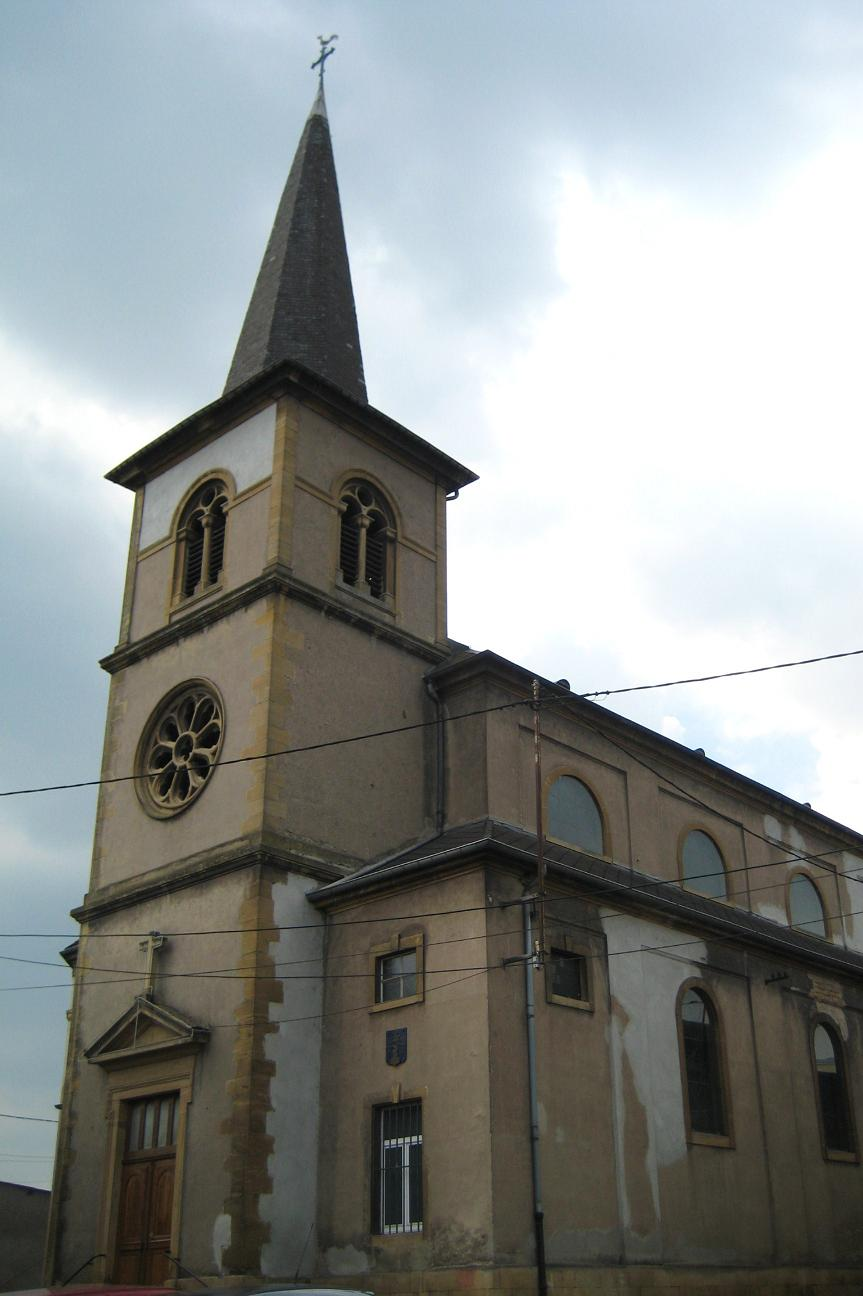
Église Saint-Étienne.

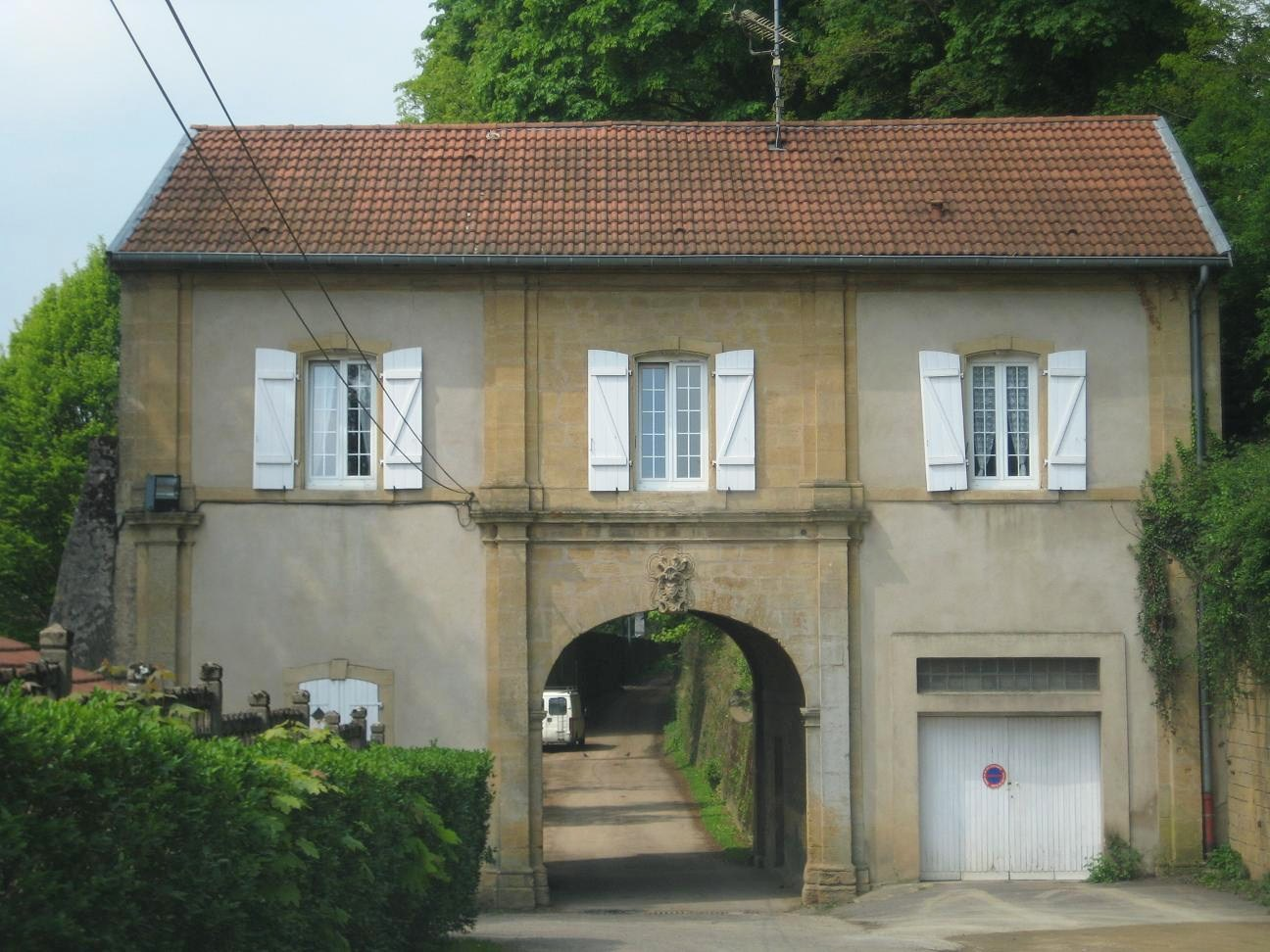
Porte de l’abbaye du Justemont.

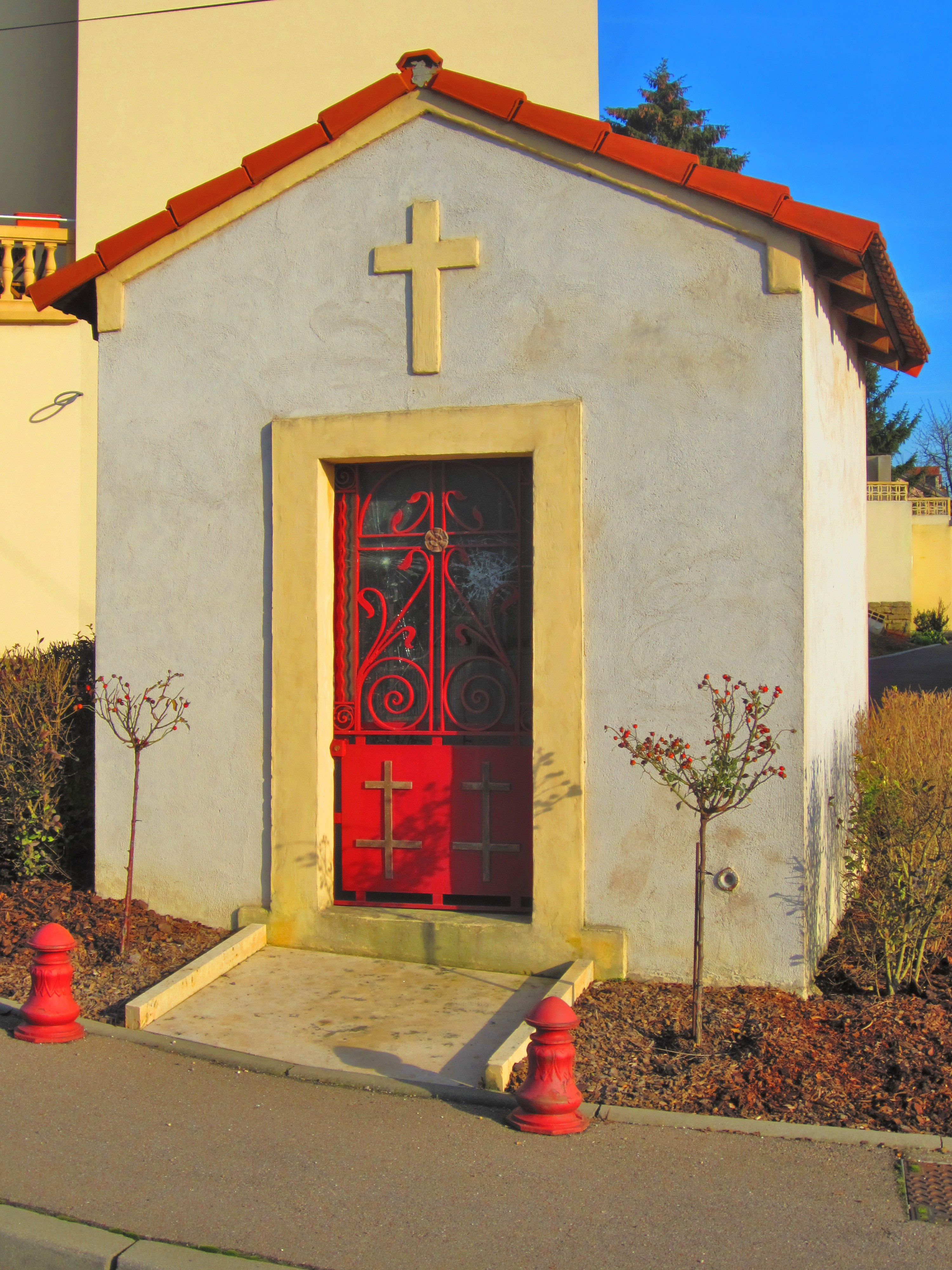
Chapelle Saint-Nicolas (rue de Thionville).

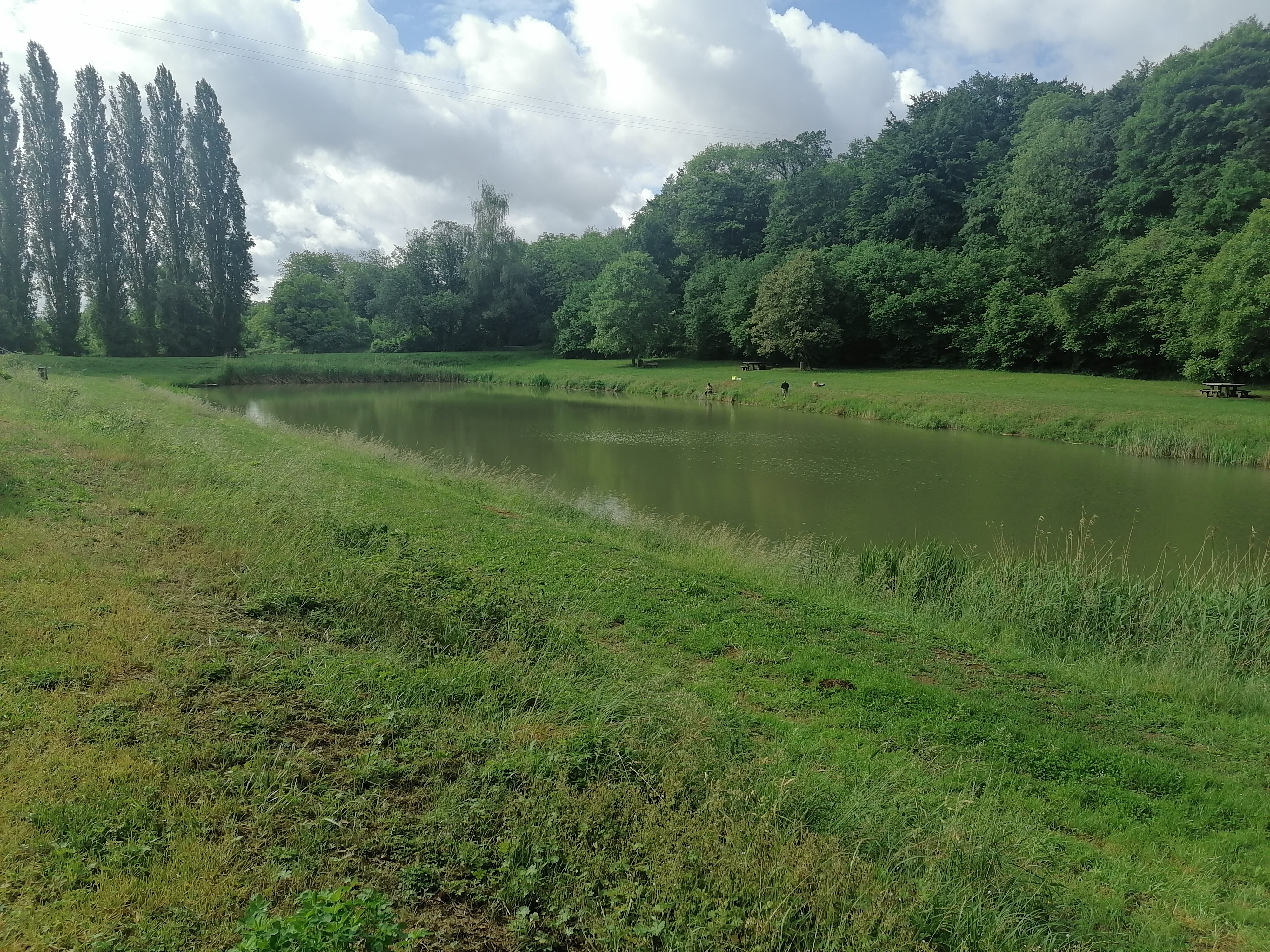
L'étang de Tivoli

### Lieux et monuments

#### Édifices civils
- Vestiges gallo-romains.

#### Édifices religieux
- Église Saint-Étienne ; XVIIIe siècle ; statue de Notre-Dame-de-Justemont datant du XIVe siècle.
- Abbaye du Justemont Ancienne abbaye prémontrée, Notre-Dame-de-l’Assomption, fondée sur le Justemont entre 1120 et 1124 par l’évêque de Verdun qui devient le lieu de sépulture des seigneurs de Florange. L’église abbatiale consacrée en 1174 est partiellement détruite en 1791. De l’église romane seuls demeurent l’emplacement et la terrasse avec panorama.
- Chapelle Saint-Nicolas première construction XVIIe siècle, plusieurs fois reconstruite et déplacée, elle possédait cinq statues dérobées en janvier 1986, elle se situe actuellement rue de Thionville.
- Calvaires[31] ou croix de chemin : au nombre de cinq, ils furent restaurés et déplacés; il est possible de les voir aujourd'hui devant le cimetière, devant le centre socioculturel, rue Clémenceau, rue Jean Burger, à Beuvange. Ces croix, qui datent du XVIe siècle, peuvent être appelées également "Bildstocks", c'est-à-dire "colonnes à images".

#### Autres lieux
- L'étang de Tivoli (206 m) où viennent des promeneurs et des pêcheurs.

### Héraldique
| Blason de Vitry-sur-Orne | Blason  | D'azur au lys de jardin mouvant d'un mont de trois coupeaux, accosté de deux croisettes recroisetées au pied fiché, le tout d'or. |
| Blason de Vitry-sur-Orne | Détails | |

Les armoiries de Vitry-sur-Orne se blasonnent ainsi :
D'azur au lys des jardins, issant d'un mont à trois coupeaux, accosté de deux croisettes recroisetées au pied fiché, le tout d'or.
Le lys représente la Vierge et le mont symbolise l'ancienne abbaye Notre-Dame-de-Justemont. Les croisettes proviennent des armes des ducs de Bar dont dépendait Vitry à travers la prévôté de Briey.